# Воскетас
Воскетас (вірм. Ոսկեթաս) — село в марзі Арагацотн, на заході Вірменії. Село розташоване за 12 км на північний схід від міста Талін. За 2 км на південь розташоване село Кармрашен, за 5 км на північ розташоване село Зовасар, а за 7 км на захід розташоване село Мастара. На схід від села знаходиться гора Арагац.
В селі народився Мінасян Арцвік Гарегінович — вірменський політичний та державний діяч.